# Kardos
Kardos là một thị trấn thuộc hạt Békés, Hungary. Thị trấn này có diện tích 42,79 km², dân số năm 2010 là 651 người, mật độ 15 người/km².